# Akademiinvest
Akademiinvest AB är ett svenskt förvaltningsbolag som förvaltar tillgångarna för Svenska Akademien, Vitterhetsakademien och Uppsala Akademiförvaltning.
Akademiinvest bolagsregistrerades 1987 och har som ändamål att "bedriva placeringsrådgivning med avseende på fond- och förmögenhetsförvaltning samt idka därmed förenlig verksamhet". Bolaget är skattebefriat och till viss del skyddat från insyn i enlighet med skattebestämmelserna för akademier. Aktiekapitalet uppgick 2009 till minst 1,4 miljarder kronor och bestod av aktier i svenska företag såsom Skanska, SCA, H&M, Ratos, Castellum, Fabege och Trelleborg AB.
Den 11 april 2019 publicerade Svenska Akademien för första gången i sin historia en verksamhetsberättelse. Enligt den hade Akademien vid slutet av år 2018 finansiella tillgångar på 1,58 miljarder kronor.